# Костриця піхвяста
{{#ifeq:0|0|{{#if:Festuca vaginata|{{#if:|[[]}}|[[]]}}}}
Костриця піхвяста (Festuca vaginata) — вид квіткових рослин родини злакових (Poaceae). Ареал: Європа (Австрія, Чехія, Німеччина, Угорщина, Польща, Словаччина, Україна, Болгарія, Румунія, Сербія). Росте на сухих луках, напівкриптофіт.

## Біоморфологічна характеристика

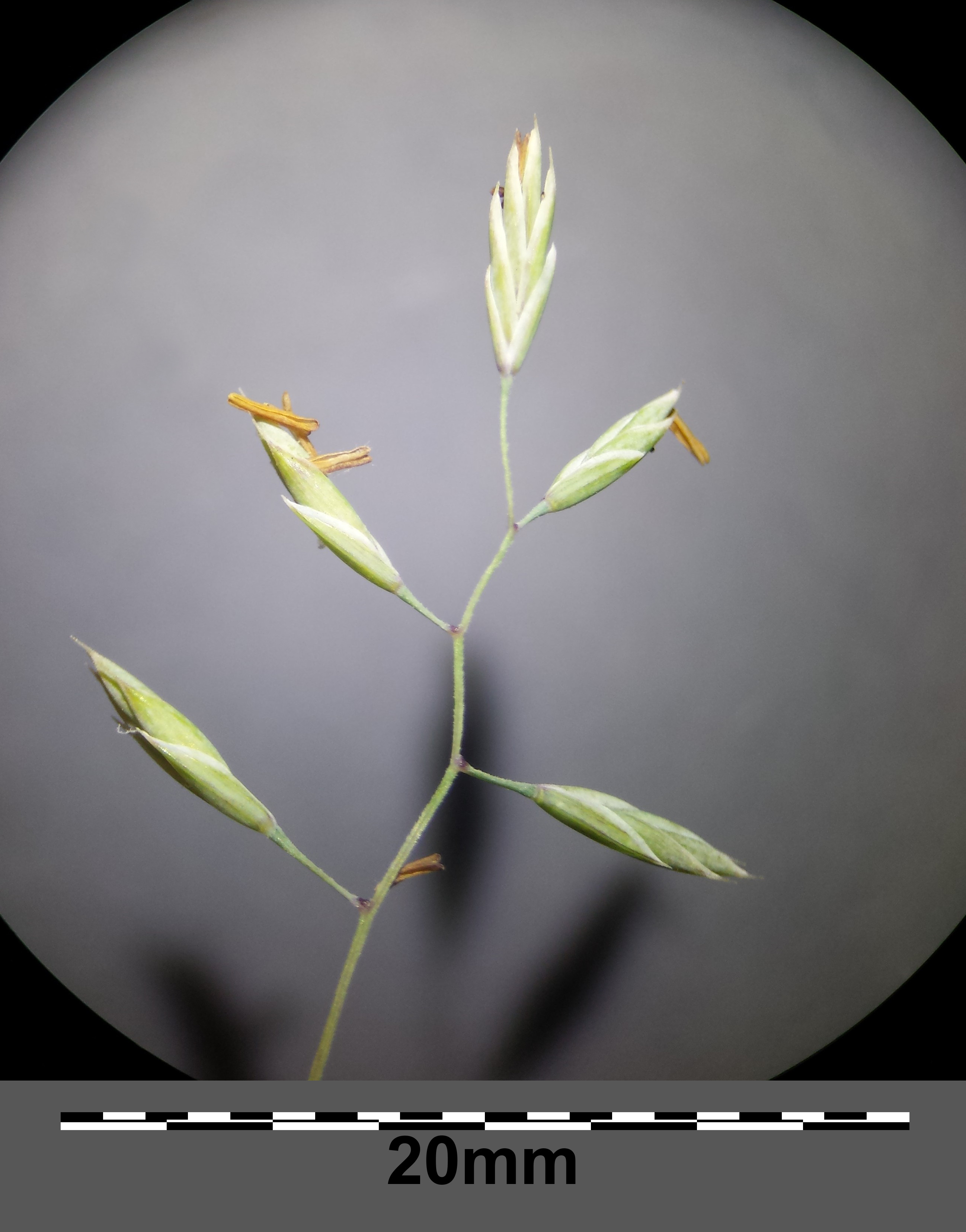

Багаторічник. Стеблини 25–60 см. Піхви листків відкриті на більшій частині своєї довжини, голі чи запушені; язичок 0.5 мм завдовжки; листові пластинки ниткоподібні, круглі в розрізі, 0.6–1.2 мм ушир, поверхня гладка, верхівка тупа. Суцвіття — волоть відкрита, 9–15 см завдовжки; гілки первинної волоті висхідні або розпростерті; гілки волоті голі. Колосочки поодинокі. Плодючі колоски з 3–7 плідних квіточок зі зменшеними квітками на верхівці, довгасті, стиснуті з боків, 4.3–6.5 мм завдовжки. Колоскові луски подібні, коротші за колосочки, без кілів, 2.4–3.7 мм завдовжки; нижня — ланцетна, 1-жилкова, верхівка загострена; верхня — яйцеподібна, 0.8 довжини сусідньої фертильної леми, 3-жилкова, верхівка тупа або гостра. Плодючі леми яйцеподібні, 3–4.5 мм завдовжки, сірувато-зелені, без кіля, 5-жилкові, верхівка тупа. Палея 2-жилкова. Пиляків 3. Плід — зернівка, еліпсоїдна.